# صموئيل سوينتون جيكوب
صموئيل سوينتون جيكوب (بالإنجليزية: Samuel Swinton Jacob)‏‏ (14 يناير 1841 - 4 ديسمبر 1917 ) مهندس معماري .

## الجوائز
- نيشان الإمبراطورية الهندية من رتبة فارس قائد